# Slovenska demokratična zveza
Slovinský demokratický svaz (Slovenska demokratična zveza, SDZ) byla slovinská liberální politická strana, která působila v letech 1989 až 1991 v průběhu demokratizace a oddělení od Jugoslávie.

## Vývoj strany
SDZ se začala formovat v prosinci 1988 jako jeden z prvních subjektů nacházející se v opozici ke Svazu komunistů. SDZ byla založena intelektuály kolem časopisu Nova revija v lednu 1989 na kongresu strany, který se konal v Cankarově hale v Lublani. Předsedou strany byl zvolen Dimitrij Rupel.
V prosinci 1989 se SDZ přidala ke koalici DEMOS. Tato koalice v prvních svobodných volbách po druhé světové válce v dubnu 1990 zvítězila. Samotná SDZ získala 9,5 % hlasů. Ačkoliv volební výsledek strany byl skromný, získala SDZ několik klíčových pozic v Peterleho vládě: sekretariáty obrany, vnitra, spravedlnosti a informací. Zástupce strany France Bučar byl zvolen předsedou skupščiny.
Po osamostatnění Slovinska se strana rozpadla na dvě části. Levé křídlo kolem předsedy Rupela založilo Demokratickou stranu, zatímco konzervativní křídlo kolem ministra spravedlnosti Rajko Pirnata založilo Národně demokratickou stranu. Ve volbách v roce 1992 obě strany utrpěly porážku. Demokratická strana získala 5,01 % hlasů a v roce 1994 většina jejich členů vstoupila do Liberální demokracie Slovinska. Národně demokratická strana získala 2,18 % hlasů a nedosáhla tak na žádné parlamentní křeslo. V roce 1993 se národní demokraté spojili s křesťanskými demokraty a v roce 1995 přešli do Slovinské sociálně demokratické strany.
Navzdory nízké podpoře veřejnosti byla SDZ jednou z nejvlivnějších stran ve Slovinsku v letech 1988 až 1991. Její bývalí členové se později stali vlivnými členy dalších politických stran.
Právními nástupci SDZ jsou Slovinská demokratická strana a Liberální demokracie Slovinska.